# Zeta Volantis
ζ Volantis (Zeta Volantis, kurz ζ Vol) ist mit einer scheinbaren Helligkeit von 3,92m ein für das bloße Auge einigermaßen gut wahrnehmbarer, orange leuchtender Stern des nur am Südhimmel sichtbaren Sternbilds Fliegender Fisch. Seine Entfernung von der Erde beträgt nach Parallaxen-Messungen der Raumsonde Gaia etwa 145 Lichtjahre.
ζ Volantis ist ein Doppelstern-System. Der Begleiter ζ Vol B besitzt eine scheinbare Helligkeit von 9,32m und war von der Erde aus gesehen im Jahr 2020 etwa 16,0 Bogensekunden von seinem Hauptstern ζ Vol A entfernt. Parallaxenmessungen der Raumsonde Gaia ergeben für ζ Vol B eine Entfernung von 144 Lichtjahren. Da diese Distanz fast identisch mit jener für den Hauptstern bestimmten Entfernung ist, bestätigen Gaias Parallaxenmessungen, dass die beiden Komponenten von ζ Volantis gravitativ aneinander gebunden sind. Eine zeitliche Rückrechnung der Bewegung dieses Doppelsternsystems durch die Milchstraße ergibt, dass es vor etwa 858.000 Jahren den geringsten Abstand von 22 Lichtjahren von der Sonne hatte. Gegenwärtig entfernt es sich mit einer Radialgeschwindigkeit von 48,5 km/s von der Erde.
Die Hauptkomponente von ζ Volantis ist ein Riesenstern der Spektralklasse K0 III. Sie besitzt etwa 1,2 Sonnenmassen und 10,7 Sonnendurchmesser. Ihr Alter wird auf rund 5 Milliarden Jahre geschätzt. Ihre Oberfläche besitzt eine effektive Temperatur von circa 4800 Kelvin, womit sie etwas kühler als jene der Sonne ist.